# فرودگاه پارک دانشگاه

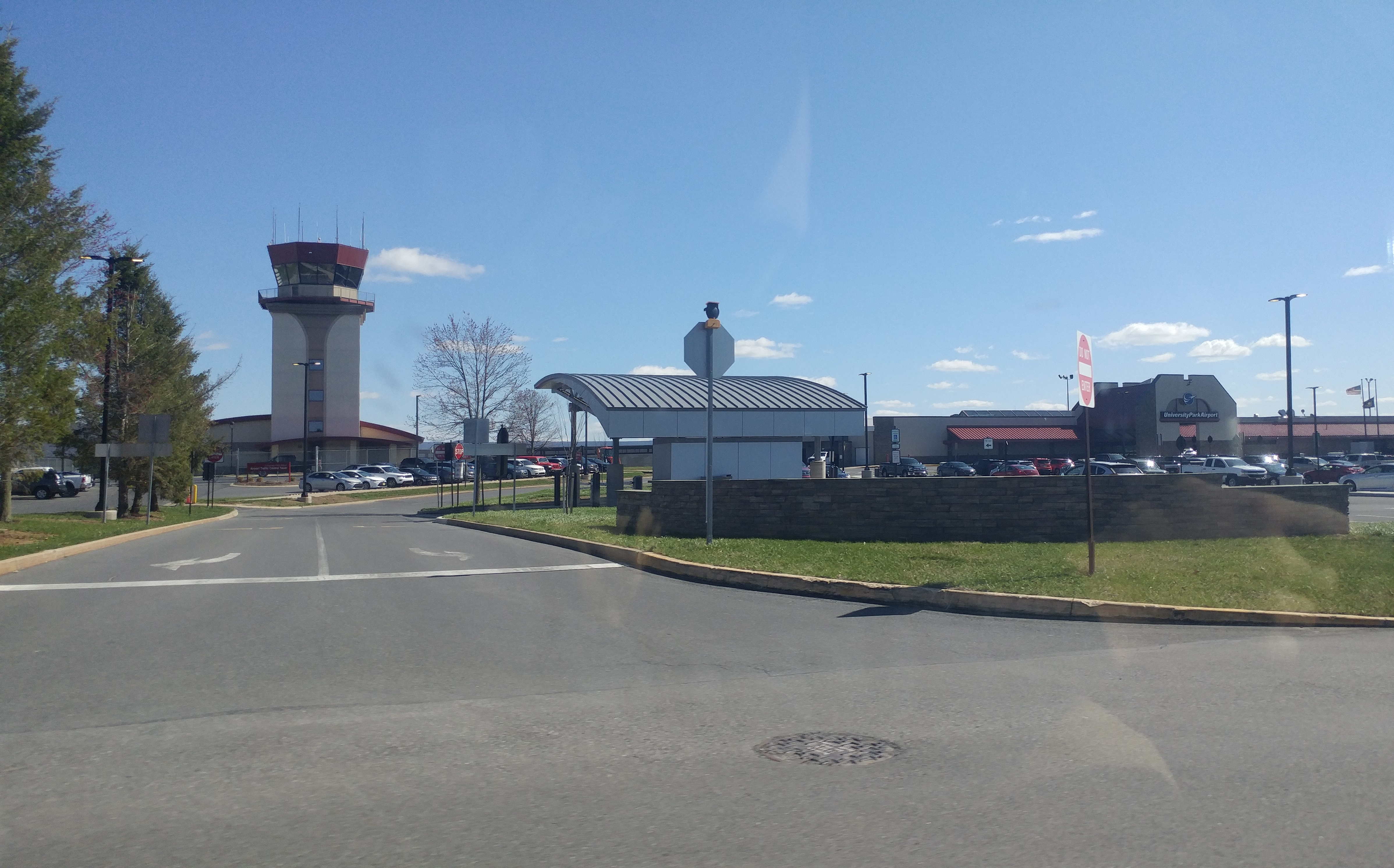
ترمینال اصلی

فرودگاه پارک دانشگاه (به انگلیسی: University Park Airport) یک فرودگاه همگانی باربری با کد یاتا SCE است که یک باند فرود آسفالت دارد و طول باند آن ۲۰۴۲ متر است. این فرودگاه در کشور ایالات متحده آمریکا قرار دارد و در ارتفاع ۳۷۷٫۶ متری از سطح دریا واقع شده است.

## شرکت‌های هواپیمایی و مقصدهای پروازی

### مسافری
| شرکت‌های هواپیمایی | مقصدهای پروازی                 |
| ----------------- | ------------------------------ |
| امریکن ایگل       | فیلادلفیا                      |
| دلتا کانکشن       | متروپولیتن شهرستان وین دیترویت |
| Sawdust Airlines  | محلی ویلیام اسپورت             |
| یونایتد اکسپرس    | اوهر شیکاگو, دالس واشینگتن     |

### باری
| شرکت‌های هواپیمایی                     | مقصدهای پروازی |
| ------------------------------------- | -------------- |
| فدکس اکسپرس اجرا توسط Wiggins Airways | پیتسبورگ       |